# A Bedtime Story
A Bedtime Story é um filme estadunidense de 1933, do gênero comédia musical, dirigido por Norman Taurog. Pensado como veículo para Maurice Chevalier e suas canções, quem acaba por roubar a cena é o bebê Baby LeRoy, em sua estreia no cinema.

## Sinopse
René é um parisiense rico e namorador que certo dia encontra um bebê abandonado. Ele o adota e contrata a corista Sally como babá, o que atrai a ira de sua noiva Paulette, que o abandona. Como todos o veem como o verdadeiro pai da criança, René já não pode dedicar-se às suas atividades amorosas com a desenvoltura de antes.

## Elenco
| Ator/Atriz            | Personagem        |
| --------------------- | ----------------- |
| Maurice Chevalier     | René              |
| Helen Twelvetrees     | Sally             |
| Edward Everett Horton | Victor Dubois     |
| Adrienne Ames         | Paulette          |
| Baby LeRoy            | Monsieur          |
| Earle Foxe            | Fox               |
| Henry Kolker          | Agente de Polícia |